# Le Duc d'Albe
Le Duc d'Albe o Il duca d'Alba (El duc d'Alba) és una òpera en tres actes amb música de Gaetano Donizetti i llibret en francès d'Eugène Scribe i Charles Duveyrier. Es va estrenar en el Teatro Apollo de Roma el 22 de març de 1882, més de quaranta anys després de la mort de Donizetti.
L'òpera va ser en origen un encàrrec de l'Òpera de París del 1839, i Donizetti hi va treballar la major part d'aquell any. No obstant això, va abandonar el projecte amb només els dos primers actes acabats, més notes de les melodies i línies de baix per als actes III i IV. La partitura va quedar inacabada a la mort de Donizetti el 1848. El 1855, el llibret de Scribe i Duveyrier va ser transferit a l'òpera de Verdi Les vêpres siciliennes, amb la posada en escena canviada de l'ocupació espanyola de Flandes de 1573 a l'ocupació francesa de Sicília en 1282.
En 1881 Matteo Salvi, un anterior alumne de Donizetti, va acabar l'òpera a partir de les notes de Donizetti amb l'ajuda de Amilcare Ponchielli, Antonio Bazzini i Cesare Domeniceti. Angelo Zanardini va traduir el llibret de Scribe de l'original francès a l'italià, i els noms dels dos amants, Henri i Hélène, que havien estat usats a Les vêpres siciliennes van ser canviats a Marcello i Amelia. Quan Donizetti va abandonar l'òpera, va reciclar la seva famosa ària per a tenor, Ange si pur (o Spirto gentil en la versió italiana) per a la seva òpera de 1840 La Favorite. Per a l'estrena, Salvi va compondre una ària de reemplaçament, Angelo casto e bel. També va afegir recitatius i va combinar els actes III i IV en un sol acte final.
L'òpera va tenir la seva primera representació el 1882 com Il duca d'Alba (el títol es va usar en totes les seves interpretacions posteriors) amb Leone Giraldoni en el rol titular, Abigaille Bruschi Chiatti com a Amelia di Egmont, i Julián Gayarre com a Marcello.